# Marie François Auguste de Caffarelli du Falga
Pour les articles homonymes, voir Caffarelli.
Pour les autres membres de la famille, voir Famille de Caffarelli.
Marie François Auguste, comte Caffarelli du Falga, né le 7 octobre 1766 au château du Falga et mort le 23 janvier 1849 au château de Leschelle dans l'Aisne, est un général et homme politique français de la Révolution et de l’Empire.

## Biographie
Fils de Maximilien Caffarelli (1725-1766), seigneur du Falga et de Marguerite Louise Félicité d'Anceau (1732-1786), Auguste Caffarelli nait au château du Falga (Languedoc, auj. dans la Haute-Garonne) le 7 octobre 1766. Il est le frère puîné du général Caffarelli du Falga, mort au siège de Saint-Jean d'Acre le 8 floréal an VII.
Destiné dès sa jeunesse à la carrière des armes, Auguste fait de « bonnes études » à l'école militaire de Sorèze comme ses frères Maximilien, Charles-Ambroise, Joseph et Jean-Baptiste, et gagne par exemple, le prix de fortifications lors des exercices de 1775. Il sert depuis 1783 comme sous-lieutenant dans les troupes sardes lorsqu’il quitte ce service en 1791, au moment où la guerre est imminente entre le Piémont et la France. Les événements le déterminent à rentrer dans sa patrie.

### Sous la Révolution
Lorsqu'en 1793 les Espagnols envahissent le Roussillon, il s’enrôle comme simple dragon au 15e régiment (ci-devant « Noailles-Dragons »), dans l'armée des Pyrénées orientales qui leur est opposée : il y sert de 1793 à 1795. Devenu aide de camp du général de Nucé, puis du général Dagobert, Caffarelli est blessé au combat de Trouillas le 22 septembre 1793. Il gagne successivement, après plusieurs actions d'éclat, les grades de lieutenant et de capitaine et est élevé provisoirement en l'an II (28 mars 1794), à celui d'adjudant-général chef de brigade. Le général Pérignon le note alors comme « un officier distingué ».
Confirmé dans son grade par le Comité de salut public le 13 juin 1795, Caffarelli passe à l'armée de Sambre-et-Meuse, où il prend le commandement d'une demi-brigade d’infanterie légère, surnommée l'Incomparable, à la tête de laquelle il fait plusieurs campagnes avec distinction. Chef de brigade de la 9e légère le 4 juin 1797, il est affecté à l'armée d'Allemagne puis à celle du Rhin. Adjudant-général dans la Garde consulaire depuis le 4 janvier 1800, Caffarelli combat à Marengo, bataille à la suite de laquelle il est promu général de brigade le 16 mars 1802. Il accompagne à Bruxelles le Premier consul, lorsqu'il se rend en l'an XI, dans cette ville pour y recevoir l'hommage de la Belgique.
À l'armée des Côtes de 1803 à 1805, créé membre et commandant de la Légion d'honneur les 19 frimaire et 25 prairial an XII, le général Caffarelli se voit ensuite chargé d'une importante mission. Il reçoit l'ordre d'aller à Rome pour déterminer le souverain pontife à venir en France sacrer le nouvel Empereur. Il s'acquitte de cette mission délicate « avec autant de dignité que d'intelligence », et est nommé en l'an XIV, gouverneur du palais des Tuileries, général de division, et président du collège électoral du département du Calvados, dont un de ses frères est préfet.

### Général de l'Empire
Vers la fin de cette année, il sert à la Grande Armée d'Allemagne, où l'Empereur lui confie le commandement provisoire de la division Bisson, au moment où ce général, dangereusement blessé à Linz, fait ses dispositions pour passer la Traun. Le général Caffarelli combat avec cette division à la bataille d'Austerlitz, et obtient le 8 février 1806, « en récompense de ses talens et de sa bravoure », la décoration de grand officier de la Légion d'honneur, puis celle de grand aigle de la Légion d'honneur.
Appelé le mois suivant au ministère de la Guerre (it) du royaume d'Italie, il en conserve le portefeuille jusqu'en mai 1810, époque à laquelle il rentre en France. Il reçoit l'ordre de se rendre à l'armée d'Espagne. De là, il passe à Trieste, retourne en Espagne où on lui confie le commandement des troupes du 4e gouvernement de la province de Biscaye et de Santander). Le 23 décembre 1807, l'Empereur l'a nommé chevalier de l'ordre de la Couronne de fer, et en 1809, il reçoit le titre de comte de l'Empire avec une dotation de 25 000 francs sur les domaines d'Altkloster situés en Hanovre.
Il sert trois ans dans la péninsule Ibérique, « luttant tantôt contre les Anglais, tantôt contre les guérillas », occupant différents postes importants, notamment celui de commandant en chef de l'armée du Nord. Le 23 octobre 1810, une escadre anglaise de 27 voiles ayant voulu tenter un débarquement à Santoña sur la côte de Santander (ou à Laredo selon Mullié), le comte Caffarelli fait échouer la tentative de l'ennemi, et le force à chercher son salut dans la fuite. Gouverneur de la Biscaye en 1811, il attaque les bandes de Mina dans la vallée d'Ultzama, les met en déroute, leur fait plus de 600 prisonniers et disperse le reste dans les montagnes. Le 22 octobre 1812, il contribue avec le général Souham, commandant l'armée du Portugal, à faire lever le siège de Burgos, où les Anglais ont infructueusement sacrifié plus de 3 000 hommes. Il défait les généraux espagnols Renovales (es) et le « Marquesito », près de Bilbao, dont il s'empare et remporte en 1813, à Villadiego, une nouvelle victoire sur les troupes britanniques.
Rappelé en France en 1813, il reprend ses fonctions d'aide de camp, puis en avril, il est placé à la tête du corps de la Garde impériale stationné à Paris.

### 1814-1815
Lors des événements de 1814, le comte Caffarelli « est assez heureux pour donner des témoignages de sa reconnaissance à son ancien souverain », alors abandonné par la plupart de ses serviteurs. Il accompagne même jusqu'à Vienne (Autriche) l'impératrice Marie-Louise et le jeune roi de Rome.
Revenu en France au mois de janvier 1815, il sollicite sa mise en non-activité, mais Louis XVIII lui envoie pour réponse les insignes de chevalier de Saint-Louis et lui confie le commandement de la 1re subdivision de la 13e division militaire. À peine est-il arrivé à Rennes, que Napoléon reparut en France. Le duc de Bourbon, qui se trouve alors à Angers pour y organiser des moyens de résistance, appelle auprès de lui le comte Caffarelli, et lui donne seulement l'ordre de « retourner à Rennes pour y faire tout le bien, et empêcher tout le mal qu'il pourrait ». Ce général ayant pris toutes les mesures propres à maintenir la tranquillité publique, suit le mouvement de l'année. Il adresse ensuite des dépêches à l'Empereur, dans lesquelles il annonce que la Bretagne est animée des meilleurs sentiments, donne des ordres pour qu'aucun agent d'insurrection ne pût être reçu dans les places de sa division, puis applaudit au patriotisme des habitants qui font partie de la fédération bretonne.
Napoléon, satisfait du zèle que le comte Caffarelli a déployé dans des circonstances difficiles, le fait rentrer dans ses fonctions d'aide-de-camp le 22 avril et le nomme par décret du 2 juin, commandant de la 1re division militaire. Ce général veille avec le plus grand soin à la sûreté de la capitale, où le bon ordre ne cesse de régner, et assiste le 1er juillet au conseil de guerre assemblé à l'hôtel de ville, dans lequel il est résolu que Paris n'opposerait aucune résistance à l'ennemi. Le maréchal Davout, ministre de la Guerre, le charge presque aussitôt d'une mission pour Metz, où il ne fait que paraître à cause de l'arrivée des Russes. Il se rend alors à l'armée de la Loire, est licencié comme tous ses compagnons d'armes, mis en disponibilité, et peu de temps après à la retraite le 1er janvier 1816.

### Pair de France
En 1819, une ordonnance royale le nomme vice-président du collège électoral du département de l'Aisne. En 1830, le comte Caffarelli préside le collège du 3e arrondissement du même département. Après la révolution de Juillet 1830, il est nommé pair de France le 19 novembre 1831 et est élu en 1832, secrétaire de la Chambre haute en remplacement du maréchal Mortier, nommé ambassadeur à Saint-Pétersbourg.

Devenu en 1840 rapporteur de la commission chargée de l'examen du projet de loi relatif à la translation des dépouilles mortelles de l'Empereur Napoléon, le comte Caffarelli s'exprime en ces termes : 

« La demande des fonds qui vous est présentée ne saurait être considérée comme une question d'argent. Nous n'hésitons pas à vous proposer l'adoption pure et simple du chiffre demandé, et nous ne doutons pas qu'en cas d'insuffisance, la Chambre des pairs ne fût prête à voter des crédits supplémentaires qui pourraient encore vous être soumis. En vous proposant, à l'unanimité, de vous associer au projet du gouvernement, nous avons pensé qu'il était superflu de rappeler ici tout ce que fit l'empereur Napoléon pour le bonheur et la gloire du peuple français. Le souvenir en est vivant encore dans cette enceinte où siègent tant de témoins de sa gloire et de compagnons de ses travaux. »

Le général Caffarelli rentre dans la vie privée à la révolution de Février 1848. Resté depuis cette époque étranger aux grands débats politiques, il meurt après une longue maladie le 23 janvier 1849, au château de Leschelle, près de Guise (Aisne), âgé de 83 ans, « laissant le deuil chez tous ceux qui le connurent ». Il laisse une veuve, « digne fille » du comte d'Hervilly qui a « su résister aux avances de l'Empereur, tout en demeurant son amie sincère », deux filles et un fils que le gouvernement impérial restauré nomme au conseil d'État à la préfecture d'Ille-et-Vilaine.
Le nom d’Auguste Caffarelli est inscrit sous l'Arc de triomphe de l'Étoile, côté sud.

## Récapitulatifs

### Titres
- 1er Comte Caffarelli et de l'Empire, accordé par décret du 19 mars 1808 (lettres patentes signées à Valladolid le 15 janvier 1809)[11] :
  - Transmission des dotations majorataires conférées par décrets des 23 septembre 1807 et 15 août 1810, confirmée en faveur de son fils unique, Eugène-Auguste Caffarelli, par arrêté ministériel du 4 décembre 1849[12].
  - Transmission du titre de comte héréditaire confirmée en faveur de son petit-fils « aîné en primogéniture », Jean-Louis-Maximilien Caffarelli, par arrêté ministériel du 14 mars 1879[12] ;
- Comte Caffarelli et du Royaume (d'Italie) (lettres patentes du 12 avril 1809)[13] ;
- Dotation de 25 000 francs sur les domaines d'Altkloster, situés en Hanovre[7]
- Pair de France (19 novembre 1831 - février 1848) ;

### Décorations
| Grand aigle de la Légion d'honneur | Commandeur de l'ordre de la Couronne-de-Fer | Commandeur de Saint-Louis |

- Légion d'honneur[14] :
  - Légionnaire le 19 frimaire an XII (11 décembre 1803), puis,
  - Officier le 25 prairial an XII (14 juin 1804), puis,
  - Commandant le 25 prairial an XII (14 juin 1804), puis,
  - Grand officier le 4 nivôse an XIV (25 décembre 1805), puis,
  - Grand aigle de la Légion d'honneur le 8 février 1806 ;
- Ordre de la Couronne-de-Fer :
  - Chevalier le 23 décembre 1807[10]), puis,
  - Commandeur[1] en 1811[Pas dans la source][15] ;
- Chevalier de Saint-Louis en janvier 1815[8].

### Armoiries
| Image | Armoiries |
| ----- | --- |
|       | Armes de la famille Caffarelli Parti: au 1, d'azur, au lion d'or; au 2, coupé: a. taillé d'or sur gueules; b. tranché d'or sur gueules. Au chef de l'écu d'or, brochant sur le parti et ch. d'une aigle de sable, couronnée d'or.                                       |
|       | Armes du 1er comte Caffarelli et de l'Empire Écartelé ; le premier des comtes militaires ; le deuxième taillé d'argent et de gueules, le troisième d'argent au lion rampant de sable ; le quatrième tranché d'argent et de gueules., - Livrées : les couleurs de l'écu. |
|       | Armes du comte Caffarelli du Falga, pair de France Parti, au premier d'argent, au lion rampant de sable; au deuxième coupé, le premier taillé d'argent et de gueules, le second tranché d'argent et de gueules.,                                                        |

## Hommages, honneurs, mentions…

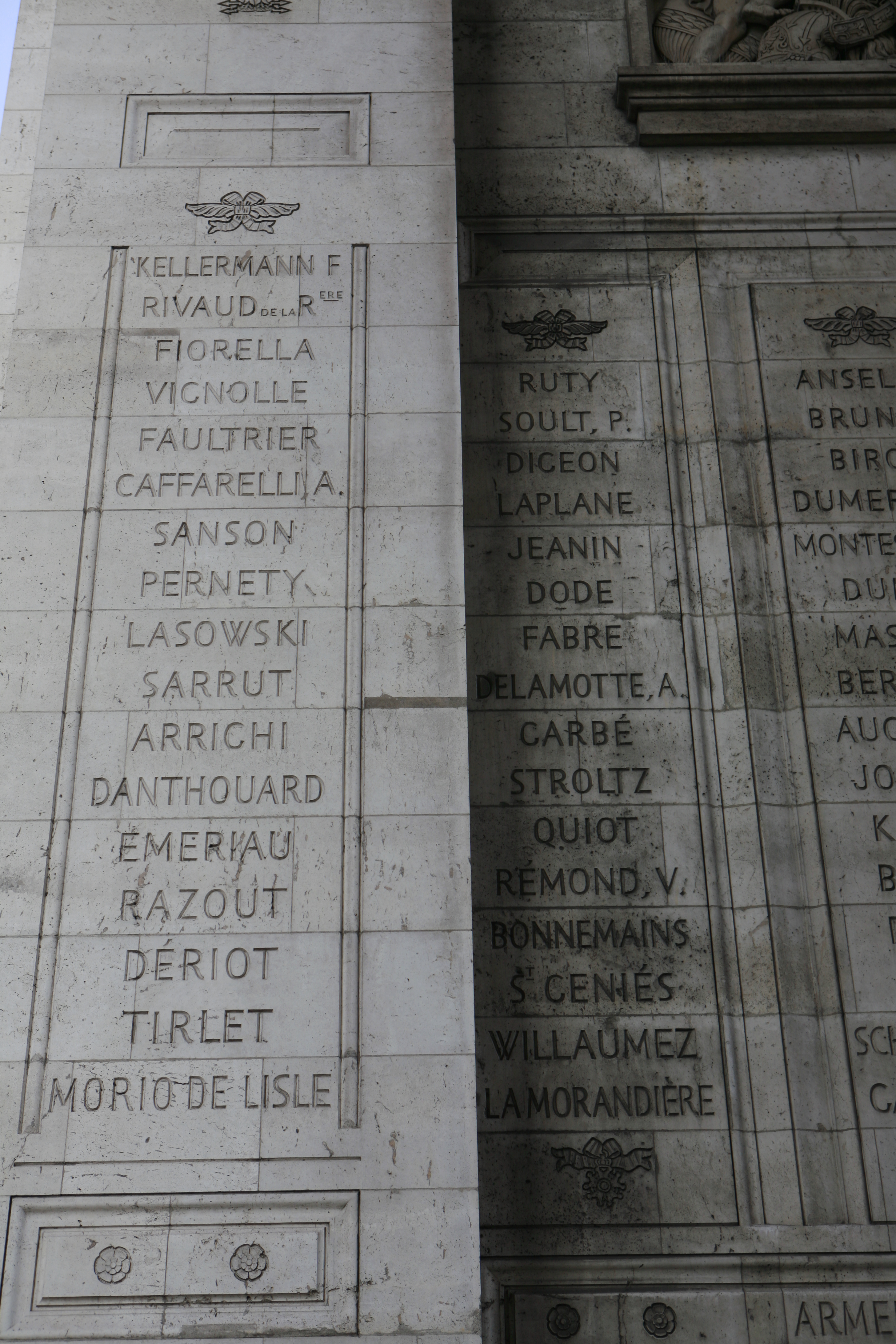
de l’arc de triomphe de l’Étoile.

- Le nom de CAFFARELLI, A. est gravé au côté Sud (21e colonne) de l’Arc de Triomphe de l’Étoile, à Paris. Son frère (Louis Marie Maximilien de Caffarelli du Falga, 1756-1799) a lui aussi son nom gravé au côté Sud (27e colonne).
- À Toulouse :
  - Une caserne a porté le nom du militaire. Construite au XIXe siècle, elle a abrité un corps d'artillerie. Cédée à la ville de Toulouse à la fin des années 1970, elle est démolie en 1981-1983[17] ;
  - Le quartier Compans-Caffarelli lui doit en partie son nom ;
- À Sorèze, son buste fut inauguré, lors des fêtes de Pentecôte le 22 mai 1899[4].

## Ascendance et postérité
Auguste Caffarelli était le septième fils et dernier des dix enfants de Maximilien Caffarelli (1725-1766), seigneur du Falga et de Marguerite Louise Félicité d'Anceau (1732-1786).
Il épouse en 1803 Julienne Blanche Louise Le Cat d'Hervilly (1784 - 1854), fille de Louis Charles comte d'Hervilly, général, et d'Augustine Marie Louise de La Cour de Balleroy. Le général d'Hervilly fait campagne en Amérique et commande les gardes à cheval de la Garde constitutionnelle du Roi Louis XVI avant d'émigrer. Il participe à l'expédition de Quiberon comme Philippe de Caffarelli, frère de son futur gendre (fait prisonnier et fusillé).
- Ensemble, Auguste et Julienne eurent :
  - Napoline ou Napoléone (1805-1871), mariée, en 1824, avec (Paul 1791-1869), 2e comte Begouën, receveur général des finances à Lisieux et Privas, fils cadet de Jacques-François Begouën, dont postérité ;
  - Eugène-Auguste (1806-1878), 2e comte de Caffarelli, auditeur au Conseil d'État (1832), préfet d'Ille-et-Vilaine (1849-1851), préfet de la Haute-Marne (1851), député d'Ille-et-Vilaine (bonapartiste, 1852-1869), conseiller général de l'Aisne (1854-1878), marié à deux reprises, dont :
    - Postérité ;

  - Augustine Marie Laurence (1809-1889), mariée avec Jules de Bernetz (1803-1868), dont postérité.